# Neuvillette (Aisne)
Neuvillette ist eine französische Gemeinde mit 180 Einwohnern (Stand: 1. Januar 2022) im Département Aisne in der Region Hauts-de-France. Sie gehört zum Arrondissement Saint-Quentin, zum Kanton Ribemont und zum Gemeindeverband Val de l’Oise.

## Geografie
Die Gemeinde Neuvillette liegt an der Oise und dem parallel verlaufenden Sambre-Oise-Kanal, etwa 15 Kilometer östlich von Saint-Quentin. Nachbargemeinden von Neuvillette sind Bernot im Norden, Mont-d’Origny im Osten, Origny-Sainte-Benoite im Südosten, Thenelles im Süden, Regny im Südwesten, Marcy im Westen sowie Fontaine-Notre-Dame im Nordwesten.

## Geschichte
Der Ort wurde erstmals 1390 als Nœufvillette erwähnt.

### Bevölkerungsentwicklung
| Jahr                       | 1962 | 1968 | 1975 | 1982 | 1990 | 1999 | 2006 | 2013 | 2022 |
| Einwohner                  | 222  | 225  | 200  | 199  | 185  | 196  | 198  | 188  | 180  |
| Quellen: Cassini und INSEE |      |      |      |      |      |      |      |      |      |

## Sehenswürdigkeiten

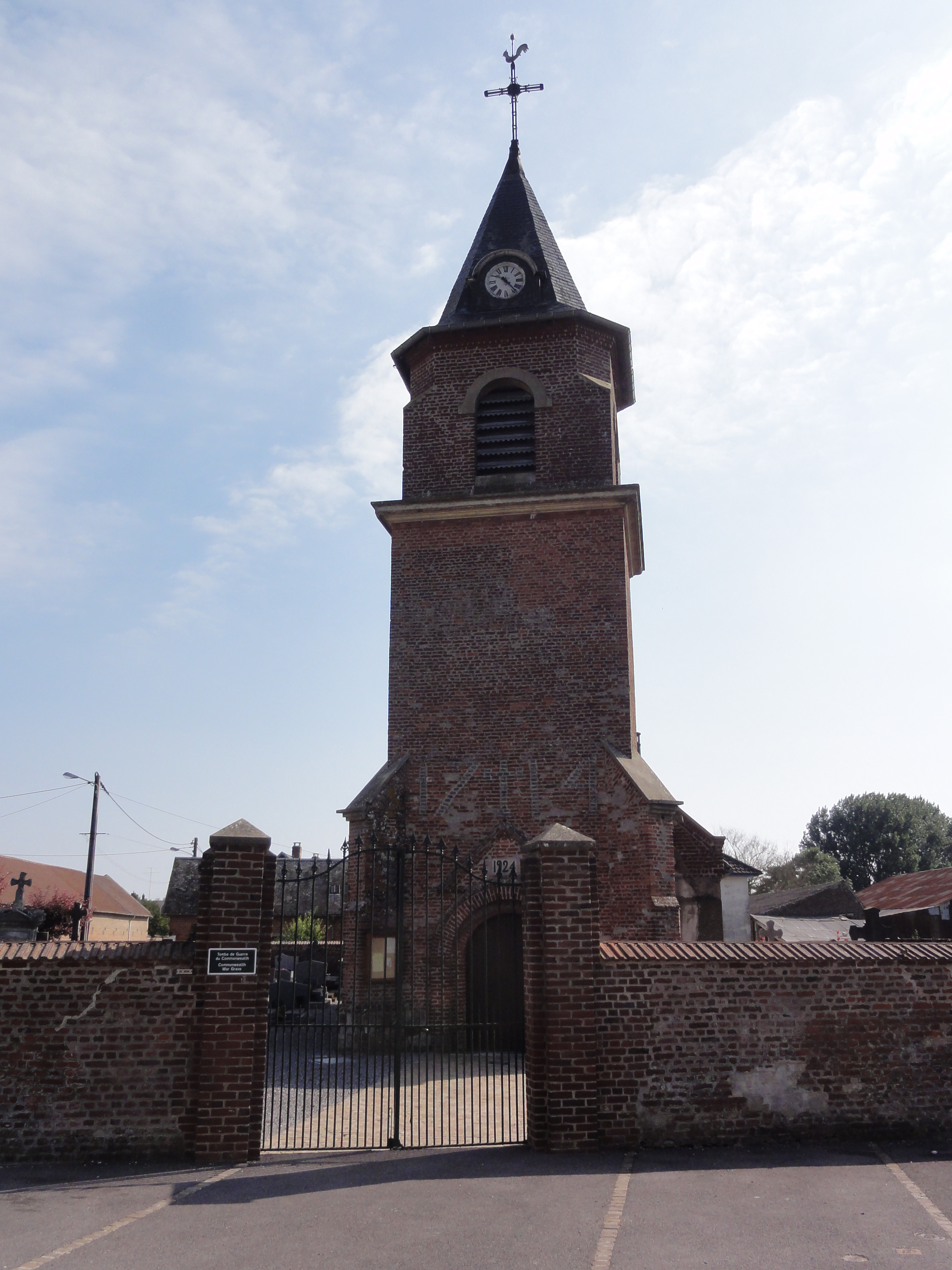
Kirche Saint-Quentin
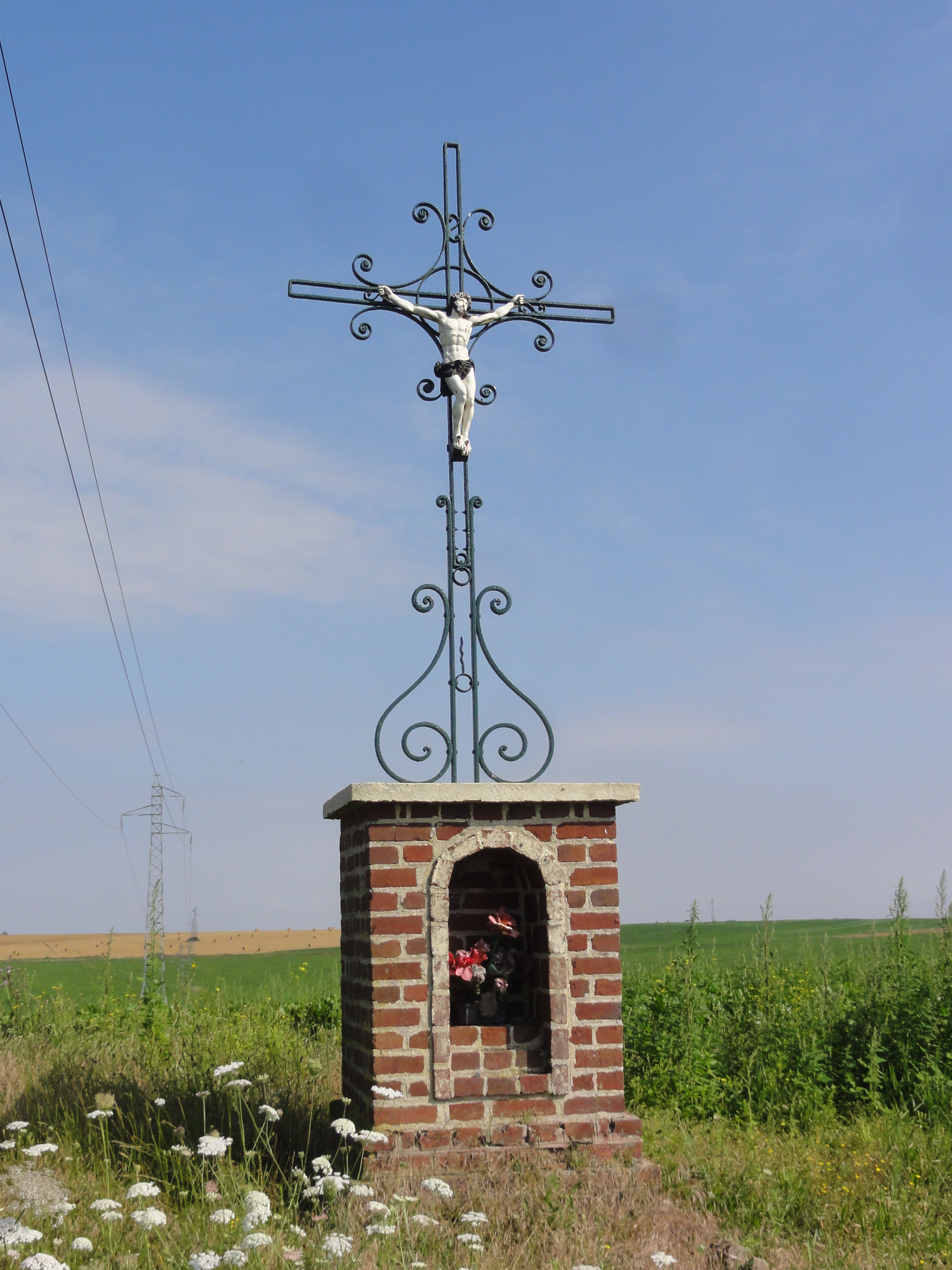
Wegkreuz auf einem Oratorium
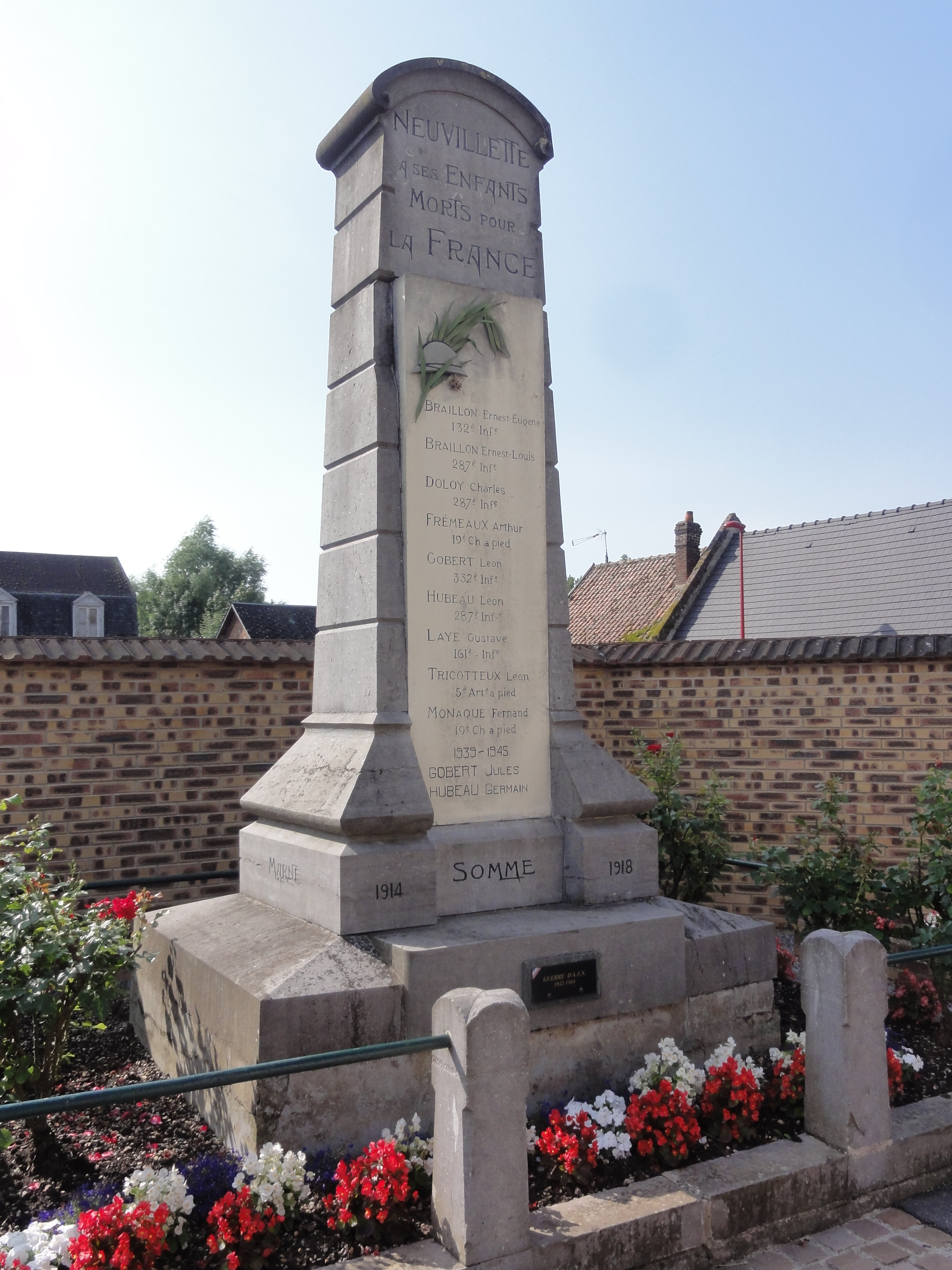
Gefallenendenkmal

- Oratorium mit

- Kirche Saint-Quentin
- Wegkreuz auf einem Oratorium
- Gefallenendenkmal